# Vlastislav (hradiště)
Vlastislav (též Na Šancích) je raně středověké hradiště u stejnojmenné obce v Českém středohoří v okrese Litoměřice. Nachází se severně od vesnice na ostrožně nad údolím potoka Modly v nadmořské výšce až 320 m. Kromě raně středověkého osídlení je na lokalitě doloženo osídlení z období neolitu, eneolitu a doby bronzové. Od roku 1964 je chráněno jako kulturní památka.

## Historie
Podle Kosmovy kroniky byl bájným zakladatelem hradiště kníže Vlastislav z kmene Lučanů. Zaniknout mělo během Lucké války. Podle archeologických nálezů byla lokalita osídlena již v eneolitu a lidem mohylových kultur ve střední době bronzové. Slovanské nálezy pocházejí již ze druhé poloviny devátého století, ale opevnění bylo postaveno až v první polovině desátého století a nejpozději na počátku jedenáctého století zaniklo. Hradiště bylo pravděpodobně součástí linie obranných opevněných sídel na středním a dolním toku Ohře, do které zřejmě patřily také hradiště Hradec u Kadaně, Drahúš, Levousy, Klapý a Litoměřice.

## Stavební podoba

Schematický plán valů podle Zdeňka Váni:
A – vnější val,
B – střední val,
C – vnitřní val

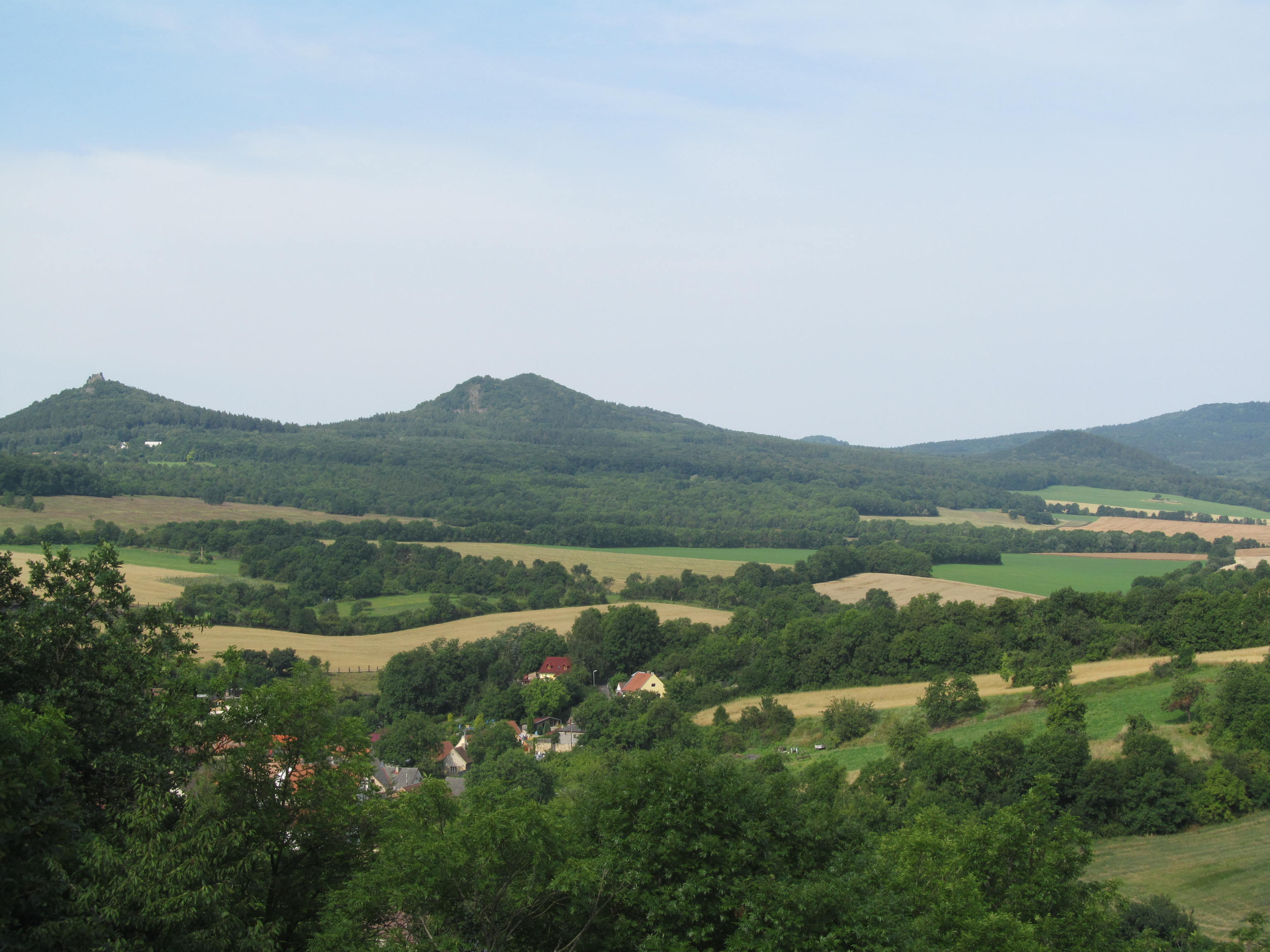
Plocha hradiště (vpravo) s hradem Oltáříkem a vrchem Plešivcem

Ostrožna se svažuje směrem k jihozápadu. Zatímco západní svah je velmi strmý, svahy na východě jsou mnohem mírnější a na severu chybí úplně. Celý obvod trojdílného hradiště s rozlohou 3,2 hektarů byl chráněn opevněním. Dominovaly mu tři obloukovité příčné hradby, které hradiště chránily na nejpřístupnější severní straně a které zároveň hradiště dělily na tři prostory. Dochovaly se po nich valy, z nichž střední a vnitřní jsou natolik poškozené zemědělskou činností, že se projevují pouze jako nevýrazné terénní vlny. Vnější val je dosud dva metry vysoký. Dřevohlinitá hradba byla tvořena dřevěnými rošty a komorami vyplněnými hlínou a kamením, čelo hradby bylo zpevněno kamennou zdí z opuky širokou 86 centimetrů. Vnitřní stěna byla postavena z vodorovně uložených klád. Celková šířka hradby byla asi pět metrů. Chránil ji navíc devět metrů široký příkop. Další dvě hradby byly postaveny podobným způsobem. Jejich příkopy dosahovaly hloubky až 2,5 metru a do jejich dna byly zaraženy kůly.
Archeologický výzkum odkryl bránu vnitřního prostoru. Tvořila ji úzká ulička vytvořená protažením hradby směrem dovnitř areálu. Nad vstupem do uličky stála dřevěná věž. Jedním z nálezů v prostoru brány je železný čep se dvěma panty pro zavěšení vrat.
Nejvíce osídlenou částí hradiště byl vnější areál v severní části s rozměry 180 × 110 metrů. Byly v něm odkryty zahloubené stavby s ohništi, zásobní jámy, kůlové a srubové nadzemní stavby. Střední areál má rozměry 60 × 120 metrů a vnitřní 110 × 80 metrů. Součástí hradiště bylo také raně středověké pohřebiště.